# ディンニェーシュ・ラヨシュ
ディンニェーシュ・ラヨシュ（ハンガリー語: Dinnyés Lajos, 1901年4月16日 - 1961年5月3日）は、ハンガリーの政治家。独立小農業者党員。非共産党政権の最後の首相を務めた（1947-48年）。
ディンニェーシュは1901年、ダバシュ（Dabas, Alsódabas）で生まれた。彼は農業を学び、そして小農業者党を代表する政治家となった。1931年から1938年の間、彼はアルソーダバス選出の国会議員を務めた。1947年3月、彼は小農業者党指導者、ナジ・フェレンツの政権で国防相となった。1947年5月30日、ソ連を後ろ盾とする共産党が、首相を国外に追放したとき、ディンニェーシュはその後任となった。1947年8月31日のいわゆる「青紙選挙」（Blue Papers Election）で、小農業者党は共産党に次ぐ第2党に甘んじた。デンニェーシュはその年いっぱいは首相の地位に留まったが、しかし共産党指導者ラーコシ・マーチャーシュに支配された忠実な傀儡でしかなかった。彼が名目上の首相の肩書きを保有する一方で、ラーコシは工場、銀行、教派学校を国有化することで、共産党独裁の基礎を固めていった。ディンニェーシュはこの後、国立農業図書館の館長となり、そして国会副議長となった。